# Мена Педроса, Рауль
Рауль Эрнан Мена Педроса (исп. Raúl Hernán Mena Pedroza; род. 22 июля 1995, Барранкилья) — колумбийский легкоатлет, специалист по прыжкам в длину и бегу на короткие дистанции. Выступает за сборную Колумбии по лёгкой атлетике с 2016 года, победитель и призёр первенств Южной Америки, участник летних Олимпийских игр в Токио.

## Биография
Рауль Мена Педроса родился 22 июля 1995 года в городе Барранкилья департамента Атлантико.
В детстве играл в футбол за местную команду, но однажды по совету друзей решил попробовать себя в лёгкой атлетике. Первое время выступал преимущественно в прыжках в длину, позже стал больше склоняться к спринтерскому бегу. Проходил подготовку под руководством тренеров Орландо Ибарры, Нельсона Гутьерреса и Михаэля Гутьерреса.
Впервые заявил о себе в лёгкой атлетике на международном уровне в сезоне 2016 года, когда вошёл в состав колумбийской национальной сборной и выступил на молодёжном южноамериканском первенстве в Лиме, где с результатом 7,61 стал серебряным призёром в зачёте прыжков в длину. При этом на соревнованиях в Боготе установил свой личный рекорд в данной дисциплине — 7,72.
В 2019 году в прыжках в длину выиграл бронзовую медаль на чемпионате Южной Америки в Лиме (7,66).
В 2021 году на чемпионате Южной Америки в Гуаякиле трижды поднимался на пьедестал почёта: с личным рекордом 46,58 взял бронзу в индивидуальном беге на 400 метров, получил серебро в мужской эстафете 4 × 400 метров и завоевал золото в смешанной эстафете 4 × 400 метров. Помимо этого, на соревнованиях в Ибаге установил свой личный рекорд в беге на 200 метров — 21,28. Благодаря череде удачных выступлений удостоился права защищать честь страны на летних Олимпийских играх в Токио — в программе эстафеты 4 × 400 метров вместе с соотечественниками Джоном Перласой, Диего Паломеке и Джоном Солисом не смог пройти дальше предварительного квалификационного этапа — показал результат 3:03,62 и занял последнее восьмое место в своём забеге.